# اندری مالاشچوک
اندری مالاشچوک (اوکراینی: Андрій Олександрович Малащук؛ زادهٔ ۱۵ فوریهٔ ۱۹۹۹) بازیکن فوتبال اهل اوکراین است.